# Afrodynerus monstruosus
Afrodynerus monstruosus är en stekelart som först beskrevs av Giordani Soika 1934.  Afrodynerus monstruosus ingår i släktet Afrodynerus och familjen Eumenidae. Inga underarter finns listade i Catalogue of Life.